# Браунинг, Сесил
Сесил Ле Кронье Браунинг (англ. Cecil Le Cronier Browning; 29 января 1883, Лондон — 23 марта 1953, Лондон) — британский игрок в рэкетс, призёр летних Олимпийских игр.
Браунинг участвовал в одиночном и парном турнирах по рэкетсу на летних Олимпийских играх 1908 в Лондоне. В одиночном разряде он начал соревнование с первого раунда, но проиграл будущему чемпиону Эвану Ноэлю. Затем вместе с Сесилом Браунингом они сразу вышли в финал, но проиграли Вейну Пеннеллу и Джону Джейкобу Астору и заняли второе место.